# De’Aaron Fox
De’Aaron Martez Fox (ur. 20 grudnia 1997 w Nowym Orleanie) – amerykański koszykarz, występujący na pozycji rozgrywającego, aktualnie zawodnik San Antonio Spurs.
W 2014 zdobył złote medale podczas turniejów Adidas Nations i Nike Global Challenge. W 2015 wystąpił w spotkaniu gwiazd – Nike THE TRIP oraz zdobył srebrny medal podczas Nike Global Challenge. W 2016 wystąpił w czterech meczach gwiazd amerykańskich szkół średnich – Jordan Brand Classic, Nike Hoop Summit, KFC's All-American, McDonald’s All-American w pierwszym z wymienionych został wybrany MVP wraz z Malikiem Monkiem. Został też wybrany najlepszym zawodnikiem szkół średnich stanu Teksas (Texas Gatorade Player of the Year) oraz zaliczony do I składu USA Today All-USA.

## Osiągnięcia
Stan na 20 lutego 2023, na podstawie, o ile nie zaznaczono inaczej.
NCAA
- Uczestnik rozgrywek Elite 8 turnieju NCAA (2017)
- Mistrz:
  - turnieju konferencji Southeastern (SEC – 2017)
  - turnieju SEC (2017)
- MVP turnieju SEC (2017)[2]
- Zaliczony do:
  - I składu:
    - SEC (2017)
    - turnieju SEC (2017)
    - najlepszych pierwszorocznych zawodników SEC (2017)
- Najlepszy pierwszoroczny zawodnik tygodnia SEC (14.11.2016, 5.12.2016, 19.12.2016, 9.01.2017)

NBA
- Uczestnik:
  - meczu gwiazd NBA (2023)[3]
  - Rising Stars Challenge (2018, 2019)[4]
  - konkursu Skills Challenge (2019)[5]